# The Prize Fighter Inferno
The Prize Fighter Inferno è un progetto parallelo solista del leader, chitarrista e cantante dei Coheed and Cambria, Claudio Sanchez.
Registrato in più occasioni e su diversi supporti in un arco di tempo di sette anni, il primo album, "My Brother's Blood Machine", è stato pubblicato il 31 ottobre 2006 con l'etichetta indipendente Equal Vision Records.
Prima della pubblicazione dell'album quattro canzoni del medesimo erano già disponibili on line sul MySpace della band ed erano: "The Fight Of Moses Early & Sir Arthur McCloud", "The Margretville Town Dance" (più tardi rinominata "The Margretville Dance"), "The Missing McCloud Boys" (originariamente chiamata "I'm Going To Kill You" ed inizialmente inserita in una compilation della Equal Vision Records intitolata "Inventing The Scene" nel 2003), tutte pubblicate il 10 novembre 2005, e "Who Watches The Watchmen?" distribuita il 9 ottobre 2006.
Il primo singolo dell'album è stato "Who Watches The Watchmen?", mentre un clip di 30 secondi della canzone "78" è disponibile su vari siti come pubblicità alla pubblicazione dell'album.

## Discografia
- My Brother's Blood Machine (Equal Vision Records 2006) con le tracce:

1. The Going Price For Home
2. The Fight Of Moses Early & Sir Arthur McCloud
3. Our Darling Daughter You Are, Little Cecilia Marie
4. A Death In The Family
5. The Margretville Dance
6. Accidents
7. Run, Gunner Recall, Run! The Town Wants You Dead!
8. Who Watches the Watchmen
9. Wayne Andrews, the Old Bee Keeper
10. The Missing McCloud Boys
11. Easter
12. 78

## Videografia
- "Who Watches the Watchmen?" - 2007 - diretto da Matt Bass, prodotto da Mike Livanos.

## I personaggi diMy Brother's Blood Machine
L'album tratta la storia dell famiglia McCLoud e della scomparsa dei loro figli attraverso il punto di vista di un personaggio chiamato The Prize Fighter Inferno che altro non è che Jesse Kilgannon, uno dei personaggi principali della saga The Amory Wars, scritta sempre da Claudio Sanchez e sulla quale si basa sia il nome che l'argomento delle canzoni dei Coheed and Cambria.
Anche il nome dell'album, è una frase che appare nell'album dei Coheed and Cambria
In Keeping Secrets of Silent Earth: 3 e l'intero album può essere considerato come una sorta di prequel che si svolge nel passato rispetto al concept The Amory Wars.
In varie interviste rilasciate nel corso degli anni, Sanchez asserisce che in effetti le due storie si connettono anche se non in modo scontato e racconta che il personaggio di Inferno, che muore in Good Apollo, I'm Burning Star IV, Volume One: From Fear Through the Eyes of Madness e lascia il sistema solare dove avveniva la storia di The Amory Wars, viene trasportato nel tempo presente e, prima di poter raccontare la storia di The Amory Wars, sente la necessità di raccontare la storia della "Blood Machine".
Questa storia gira attorno a tre famiglie principali: la famiglia Bleam, la famiglia McCloud (in cui c'è Cecilia, la protagonista della vicenda) e la famiglia Early, anche se più trame secondarie sono presenti. Cecilia è innamorata di Johnny Early e, dato che viene molestata da suo padre, chiede a Johnny di scappare con lei e con i suoi due fratelli gemelli.
Li rapisce, ma all'ultimo momento Johnny decide di rimanere e la lascia andare da sola verso i boschi dove incontra i membri della famiglia Bleam: due fratelli, chiamati Long-Arm e Butchie, che hanno sembianze mostruose e che hanno costruito una "Blood Machine" che fa a pezzi i corpi per estrarne l'anima, da raccogliere "in nome di Dio", cosa chiesta loro dalla madre completamente pazza.